# NGC 3084

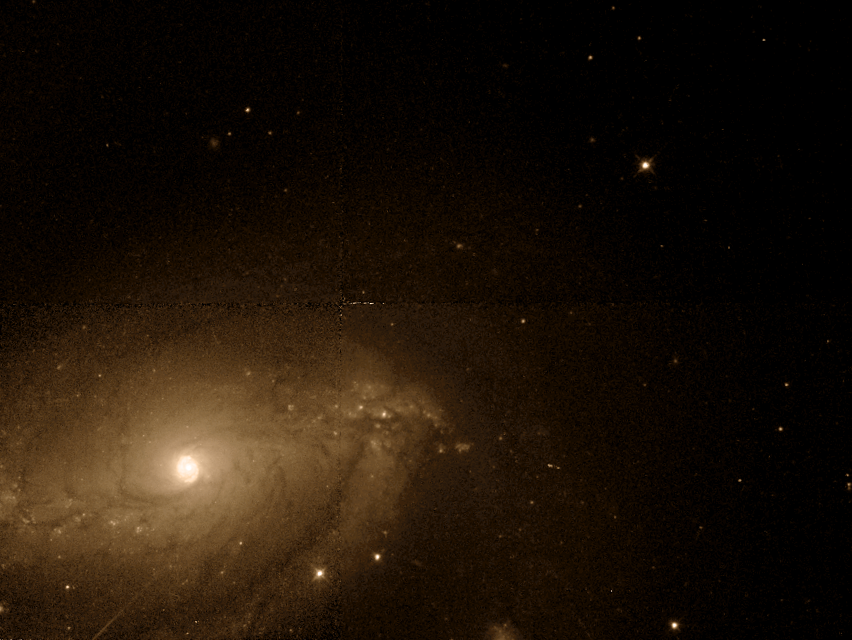
NGC 3084 par le télescope spatial Hubble.

NGC 3084 est une galaxie spirale barrée située dans la constellation de la Machine pneumatique. NGC 3084 a été découverte par l'astronome britannique John Herschel en 1835. Cette galaxie a aussi été observée par l'astronome américain Lewis Swift le 28 décembre 1897 et elle a été inscrite à l'Index Catalogue sous la cote IC 2528.

## Caractéristiques
Sa vitesse par rapport au fond diffus cosmologique est de 2 874 ± 25 km/s, ce qui correspond à une distance de Hubble de 42,4 ± 3,2 Mpc (∼138 millions d'al).
À ce jour, quatre mesures non basées sur le décalage vers le rouge (redshift) donnent une distance de 25,375 ± 9,125 Mpc (∼82,8 millions d'al), ce qui est à l'extérieur de la distance de Hubble.
La classe de luminosité de NGC 3084 est I-II et elle présente une large raie HI. Elle renferme également des régions d'hydrogène ionisé.

## Groupe de NGC 3054
NGC 3084 est un membre du groupe de NGC 3054. Ce groupe comprend au moins 9 membres. Outre NGC 3054 et NGC 3084, les autres galaxies sont NGC 3051, NGC 3078, NGC 3089, IC 2531, IC 2537, ESO 499-26 et ESO 499-32.